# Петровського (Оржицький район)
Петровського — колишнє село в Україні, Оржицькому районі Полтавської області. Було підпорядковане Староіржавецькій сільській раді. 
Село позначене на карті 1860-80-х рр. як хутір Писарів. Зміна назви відбулася наприкінці 1920-у 1930-х роках. 
1986 р. у селі мешкало бл. 20 осіб. 
Зняте з обліку рішенням Полтавської обласної ради від 28 лютого 1995 року. 